# العلاقات الرومانية النيوزيلندية
العلاقات الرومانية النيوزيلندية هي العلاقات الثنائية التي تجمع بين رومانيا ونيوزيلندا.

## مقارنة بين البلدين
هذه مقارنة عامة ومرجعية للدولتين:
| وجه المقارنة                                              | رومانيا                                                                               | نيوزيلندا                                              |
| --------------------------------------------------------- | ------------------------------------------------------------------------------------- | ------------------------------------------------------ |
| المساحة (كم2)                                             | 238.40 ألف                                                                            | 268.02 ألف                                             |
| عدد السكان (نسمة)                                         | 19.59 مليون                                                                           | 4.24 مليون                                             |
| الكثافة السكانية (ن./كم²)                                 | 82.17                                                                                 | 15.82                                                  |
| العاصمة                                                   | بوخارست                                                                               | ويلينغتون، أوكلاند                                     |
| اللغة الرسمية                                             | اللغة الرومانية                                                                       | لغة إنجليزية، اللغة الماورية، لغة الإشارة النيوزيلندية |
| العملة                                                    | ليو روماني                                                                            | دولار نيوزيلندي، الجنيه النيوزيلندي                    |
| الناتج المحلي الإجمالي (بليون دولار)                      | 211.80 مليار                                                                          | 205.85 مليار                                           |
| الناتج المحلي الإجمالي (تعادل القوة الشرائية) بليون دولار | 465.56 مليار                                                                          |                                                        |
| الناتج المحلي الإجمالي الاسمي للفرد دولار أمريكي          | 9.47 ألف                                                                              |                                                        |
| الناتج المحلي الإجمالي للفرد دولار أمريكي                 | 23.63 ألف                                                                             |                                                        |
| مؤشر التنمية البشرية                                      | 0.793                                                                                 | 0.914                                                  |
| رمز المكالمات الدولي                                      | +40                                                                                   | +64                                                    |
| رمز الإنترنت                                              | .ro                                                                                   | .nz                                                    |
| المنطقة الزمنية                                           | ت ع م+02:00، ت ع م+03:00، أوروبا/بوخارست ‏، توقيت شرق أوروبا، توقيت شرق أوروبا الصيفي ‏ | ت ع م+13:00، ت ع م+12:00                               |

## منظمات دولية مشتركة
يشترك البلدان في عضوية مجموعة من المنظمات الدولية، منها:
| علم المنظمة | اسم المنظمة                               | تاريخ انضمام رومانيا | تاريخ انضمام نيوزيلندا |
| ----------- | ----------------------------------------- | -------------------- | ---------------------- |
|             | المنظمة الهيدروغرافية الدولية             | ?                    | ?                      |
|             | منظمة الشرطة الجنائية الدولية             | ?                    | ?                      |
|             | الاتحاد البريدي العالمي                   | ?                    | ?                      |
|             | منظمة التجارة العالمية                    | 1995                 | ?                      |
|             | الفريق المعني برصد الأرض                  | ?                    | ?                      |
|             | مجموعة الموردين النوويين                  | ?                    | ?                      |
|             | مؤسسة التنمية الدولية                     | 12 أبريل 2014        | 1 أكتوبر 1974          |
|             | مؤسسة التمويل الدولية                     | 23 سبتمبر 1990       | 31 أغسطس 1961          |
|             | منظمة حظر الأسلحة الكيميائية              | ?                    | ?                      |
|             | الأمم المتحدة                             | 14 ديسمبر 1955       | 24 أكتوبر 1945         |
|             | الاتحاد الدولي للاتصالات                  | 9 فبراير 1866        | 3 يونيو 1878           |
|             | البنك الدولي للإنشاء والتعمير             | 15 ديسمبر 1972       | 31 أغسطس 1961          |
|             | مجموعة أستراليا                           | 1995                 | 1985                   |
|             | المركز الدولي لتسوية المنازعات الاستشارية | 12 أكتوبر 1975       | 2 مايو 1980            |
|             | وكالة ضمان الاستثمار متعدد الأطراف        | 10 سبتمبر 1992       | 22 أبريل 2008          |
|             | يونسكو                                    | 27 يوليو 1956        | 4 نوفمبر 1946          |

## وصلات خارجية
- موقع وزارة الخارجية الرومانية
- موقع وزارة الخارجية النيوزيلندية